# Abdul Rashid Dostum
Abdul Rashid Dostum (Khwaja Du Koh, 25 marzo 1954) è un generale, politico e signore della guerra afghano di origine uzbeka, 4º Primo Vicepresidente della Repubblica Islamica dell'Afghanistan dal 2014 al 2020.

## Biografia
Dostum è nato a Khwaja Du Koh, nella provincia di Jowzjan. Proveniente da una famiglia povera di etnia uzbeka, ha ricevuto un'istruzione di livello base a causa del suo abbandono forzato della scuola, in seguito ha trovato lavoro nella manutenzione dei giacimenti di gas.
Nel 1978 si è arruolato nelle file dell'Esercito Nazionale Afghano, ha ricevuto un addestramento militare di livello base a Jalalabad, il suo squadrone fu incaricato del controllo delle aree attorno a Sheberghan, su auspicio del ministero della sicurezza nazionale.
Negli anni '80 fu promosso generale e combatté diverse volte i mujaheddin per conto del governo comunista nell'ambito della guerra sovietico-afghana. In seguito al crollo del governo filosovietico divenne un signore della guerra indipendente e capo della comunità uzbeka-afghana e combatté sia contro i mujaheddin che i talebani nel nord del paese.
In seguito alla presa del potere dell'Emirato islamico dell'Afghanistan nel 1996 ha preso residenza principalmente in Turchia prima di tornare nel paese d'origine nell'ottobre 2001 per aderire all'Alleanza del Nord per combattere il regime talebano al potere.
Dopo la liberazione del paese da parte della coalizione internazionale e la caduta dei talebani, è entrato a far parte dell'amministrazione del presidente ad interim Hamid Karzai come viceministro della difesa e in seguito ha servito come presidente dei capi di stato maggiore congiunti dell'esercito afghano
Quindi alle elezioni del 2009 è entrato in parlamento e ha fatto parte dal 2014 dell'amministrazione di Ashraf Ghani come vicepresidente fino al febbraio 2020.
Nel 2020 è promosso al grado di maresciallo dell'esercito afgano dopo un accordo politico tra Ghani e il capo del Consiglio per la riconciliazione nazionale Abdullah Abdullah.
L'11 agosto 2021, durante l'offensiva nazionale dei talebani, Dostum, insieme ad Atta Muhammad Nur, ha guidato la difesa del governo della città di Mazar-i Sharif.  Tre giorni dopo, si sono ritirati attraverso Hairatan in Uzbekistan, restando fedeli al Fronte di resistenza nazionale dell'Afghanistan, quello che resta della crollata Repubblica islamica dell'Afghanistan.

## Nella cultura di massa
- 12 Soldiers (12 Strong), regia di Nicolai Fuglsig (2018)